# Amminoacidi insulinogenici
Gli amminoacidi insulinogenici, insulinogeni, insulinotropici o IAA (dall'inglese insulinogenic ammino acids) rappresentano quella classe di amminoacidi in grado di stimolare, in maniera più o meno marcata, la produzione di insulina.
Normalmente, quando si citano le proprietà dell'ormone insulina, viene trattata principalmente la funzione di abbassare i livelli di zuccheri nel sangue (glucosio), trasportandoli verso determinati tessuti che fungono da siti di stoccaggio o di riserva, ovvero il tessuto muscolare scheletrico, il cuore, il tessuto adiposo (Tessuti insulino-dipendenti), e altri apparati verso cui essa ha un'azione indiretta. In realtà l'insulina interviene in ogni caso con il semplice scopo di "nutrire" questi tessuti, anche in seguito all'introduzione di altri nutrienti, quali proteine (o aminoacidi e peptidi) e lipidi, e non solo con il compito di gestire un eventuale eccesso di zuccheri nel sangue. L'insulina è indispensabile, ad esempio, per l'utilizzazione degli amminoacidi stessi a scopo anabolico anche in assenza di glucidi, e non a caso svolge un'importante azione sinergica sulla proteosintesi (sintesi proteica) potenziando la produzione di altri ormoni come il GH, che incrementa a sua volta la produzione dell'ormone anabolico IGF-1, e il testosterone. Col progredire delle conoscenze sugli effetti dell'insulina nel metabolismo dei grassi e delle proteine, si è evidenziato che anche altri fattori giocano un ruolo importante nella sua regolazione, contrariamente a quanto si pensava in passato. Ad ogni modo, l'effetto insulinogenico degli amminoacidi era già noto almeno dagli anni sessanta, così come il ruolo fondamentale dell'insulina sulla proteosintesi.
Gli amminoacidi, come i carboidrati, risultano i nutrienti che stimolano maggiormente la secrezione di insulina. Tra i dieci aminoacidi essenziali, leucina, lisina, valina, e soprattutto arginina (quest'ultimo è in realtà condizionatamente essenziale) sono coloro che vengono maggiormente citati per le loro proprietà sulla stimolazione dell'ormone. Ciò nonostante, non solo i particolari amminoacidi insulinogenici singoli o combinati tra loro a provocare una sua reazione, ma anche l'introduzione di amminoacidi misti, o a cibi proteici in generale. Tale proprietà è stata valorizzata in campo nutrizionale con i più recenti parametri del indice insulinico e carico insulinico, che, contrariamente al indice glicemico, misurano la produzione di insulina nell'organismo in risposta all'ingestione di un qualsiasi alimento e macronutriente (quindi anche proteine/amminoacidi e lipidi), e non solo all'ingestione di carboidrati. Si è notato infatti che certi cibi, come quelli proteici, sembrano causare un incremento sproporzionato della risposta insulinica nonostante l'assenza, o un basso contenuto di carboidrati.

## Effetti dell'insulina sulla proteosintesi
Come già accennato, l'insulina ricopre un importante compito sulla sintesi proteica in sinergia con gli ormoni GH (o somatotropina) e IGF-1 (o somatomedina c). Gli aminoacidi liberati dalla digestione delle proteine, possono stimolare la secrezione di insulina, ma il potere insulinogenico varia in base al tipo, ai livelli di glucosio ematico, e alla mescolanza con esso. Amminoacidi misti o un pasto puramente proteico causano la secrezione di insulina, ma in maniera minore rispetto ad un pasto puramente glucidico. La secrezione di insulina in seguito a un pasto proteico promuove l'uptake e l'utilizzazione di amminoacidi per la sintesi di proteine muscolari mentre contrasta il processo inverso, la proteolisi (il catabolismo proteico), un processo che promuove l'utilizzo di amminoacidi a scopo energetico per gluconeogenesi, principalmente durante il digiuno.
Le proteine rappresentano, a livello endocrino, un forte stimolo sull'aumento della massa magra e la riduzione della massa grassa, mediante la produzione di determinati con azione anabolica sul tessuto muscolare quali l'asse GH/IGF-1, insulina, e testosterone. L'introduzione di proteine stimola sia la secrezione di GH che di insulina. Entrambi concorrono alla produzione di IGF-1 (Insulin-like Growth factor-1; Fattore di crescita insulino-simile); che è il primo responsabile della crescita della massa muscolare (le proprietà anaboliche attribuite al GH, in realtà si realizzano attraverso la liberazione IGF-1, il quale è strettamente GH dipendente). Allo stesso tempo, il GH, il quale non è direttamente coinvolto nell'anabolismo proteico, ma piuttosto nella capacità di incremento di IGF, assieme al glucagone previene l'ipoglicemia (sono ormoni iperglicemizzanti) causata dall'insulina in assenza di carboidrati, innescando il processo di lipolisi (degradazione dei trigliceridi nel tessuto adiposo). In seguito all'introduzione di sole proteine/amminoacidi, la concentrazione plasmatica di glucosio non può essere mantenuta perché non vi è introduzione di glucosio con il pasto stesso, quindi devono essere secreti ormoni iperglicemizzanti, in primis il glucagone, per stabilizzare i livelli di glucosio nel sangue grazie alla glicogenolisi epatica e la gluconeogenesi.
Dunque insulina e GH/glucagone non sono sempre antagonisti, ma hanno un'azione sinergica di rilievo in seguito all'introduzione di sole proteine sulla proteosintesi, la lipolisi, e sul mantenimento dell'omeostasi glicemica. Anzi, solo la loro secrezione contemporanea favorisce la crescita, poiché ognuno di essi (in realtà l'IGF-1, solo mediato dal GH) svolge una specifica attività distinta da quella dell'altro, stivando una diversa selezione di aminoacidi. Invece, in assenza di introduzione proteica, l'azione del GH non si traduce in anabolismo proteico, poiché questa azione è svolta dall'insulina e IGF-1. Nei casi di digiuno, quando la secrezione di GH avviene senza la sinergia di questi ultimi, esso svolge altri ruoli metabolici tra cui la lipolisi, ma non la proliferazione dei tessuti.
È la somministrazione di carboidrati che determina un reale antagonismo tra GH (e glucagone) e insulina. I carboidrati infatti stimolano fortemente l'insulina con lo scopo di controllare il livelli glicemici e gestire un eventuale eccesso, mentre il GH e il glucagone vengono inibiti, poiché non devono antagonizzare l'effetto ipoglicemizzante dell'insulina a causa dell'introduzione esogena di glucosio, ma al contrario, l'effetto dell'insulina non contrastato, causa un facile accumulo dell'eccesso di carboidrati sotto forma di glicogeno e trigliceridi. L'insulina quindi causa lipogenesi se in presenza di glucidi, o glucidi mescolati ad altri nutrienti, mentre le sole proteine, in condizioni normali, non la inducono all'accumulo di grasso, ma anzi al dimagrimento.

## Esperimenti
Le maggiori ricerche sono state effettuate sul amminoacido arginina, nel ruolo di sostanza in grado di promuovere la secrezione di insulina per la modulazione post-prandiale di glucosio. I risultati dai primi studi del 1966 mostravano che l'arginina pura ha proprietà glucogeniche (viene impiegata per essere convertita a glucosio), tuttavia, quando viene somministrata assieme a glucosio, l'arginina attenuava la concentrazione ematica di glucosio. Queste sostanze potevano essere somministrate per via endovenosa o per via orale.
Alcuni scienziati somministrarono per via endovenosa 30 grammi di amminoacidi misti a soggetti sani. La mistura di amminoacidi provocò un'immediata ed abbondante produzione di insulina nel plasma sanguigno. Venne anche osservato che dopo l'infusione di amminoacidi, i soggetti riscontravano iperinsulinemia, probabilmente provocata dalla somministrazione di amminoacidi, e manifestavano un decremento dei livelli di glucosio ematico e di acidi grassi liberi (FFA).
Come seguito di questo studio, nel 1970 la stessa équipe di scienziati somministrò 30 grammi rispettivamente di istidina, leucina e arginina con glucosio in diverse occasioni su soggetti sani. Di tutti i tre amminoacidi, l'arginina con glucosio causò in assoluto la maggiore secrezione di insulina. La somministrazione orale di arginina mostrò un abbassamento dei livelli ematici di glucosio.
Un altro studio comparò gli effetti della somministrazione orale di arginina nell'accelerare la produzione di glucosio. Due gruppi di soggetti sani assunsero per via orale arginina, alanina, e un placebo. I soggetti che assumevano arginina contro il placebo mostrarono un largo incremento di citrullina assieme ad un decremento della produzione di glucosio. L'arginina può essere convertita in citrullina, ossido nitrico (ON), creatina, ornitina e agmatina. L'arginina, come la citrullina e l'ossido nitrico presumubilmente giocano un ruolo importante nella regolazione del glucosio ematico. L'arginina somministrata per via endovenosa mostrava essere correlata con la produzione dell'ossido nitrico. È stato ipotizzato che l'ossido nitrico moduli l'uptake insulino mediato del glucosio ed aiuti a controllare la risposta glicemia post-prandiale. Si consideri che la produzione di ossido nitrico a partire dall'arginina è modulata in senso stimolatorio proprio dall'insulina.
Altri ricercatori studiarono l'effetto della L-arginina somministrata per via orale sul glucosio ematico e sulla concentrazione di insulina. La L-arginina veniva assunta con e senza glucosio in due separate occasioni. Quando il glucosio veniva ingerito con l'arginina, la risposta insulinica era più attenuata rispetto alla sola ingestione di arginina, tuttavia l'ingestione di arginina non stimolava un incremento delle concentrazioni di insulina. Questo studio dimostra che la quantità di arginina assorbita dopo l'ingestione di un pasto misto probabilmente non contribuisce ad incrementare significativamente la secrezione di insulina.
A differenza dell'assunzione orale, la somministrazione endovenosa di arginina ha mostrato effetti sull'insulina post-prandiale e glucosio differenti. L'arginina assunta oralmente attenua la risposta insulinica, che modula le concentrazioni di glucosio ematico post-prandiale. Tuttavia, l'arginina assunta per via endovenosa stimola una maggiore e anticipata secrezione di insulina se comparata all'assunzione orale.
Le ricerche hanno rivelato un definitivo chiarimento per i diversi effetti indotti per via orale e endovenosa dell'arginina sulla secrezione di insulina e la concentrazione ematica di glucosio. Diverse possibili spiegazioni sono state suggerite. È stata anche supposta l'esistenza di un ancora sconosciuto sensore che regola gli amminoacidi e induca le cellule β del pancreas a produrre insulina. Come esposto precedentemente, l'ingestione di arginina eleva sia l'ossido nitrico che la concentrazione di citrullina, di conseguenza l'arginina può indirettamente favorire il controllo dei livelli di glucosio ematico tramite l'uptake di glucosio insulino-mediato.
Nel 1997, alcuni ricercatori del dipartimento di biochimica dell'Università di Sydney, Susanne HA Holt, Janette C. Brand Miller, e Peter Petocz, pubblicarono sull'American Journal of Clinical Nutrition uno studio che documentava come certi cibi, in particolare quelli proteici (e quindi gli amminoacidi che li compongono), causassero un incremento della risposta insulinica nonostante l'assenza di carboidrati. Da queste constatazioni, venne definitivamente concepito un valore che misurasse la produzione di insulina nell'organismo in risposta all'ingestione di un qualsiasi alimento e qualsiasi macronutriente, e non solo in risposta al consumo di carboidrati (con l'indice e carico glicemico) ovvero l'indice insulinico.

## Alcuni amminoacidi insulinogenici
- Arginina[7][8][15]
- Fenilalanina[15]
- Isoleucina[16]
- Leucina[7][8][16]
- Lisina[7]
- Valina[6][16]
- Glicina[17]